# Papel de pagos al Estado

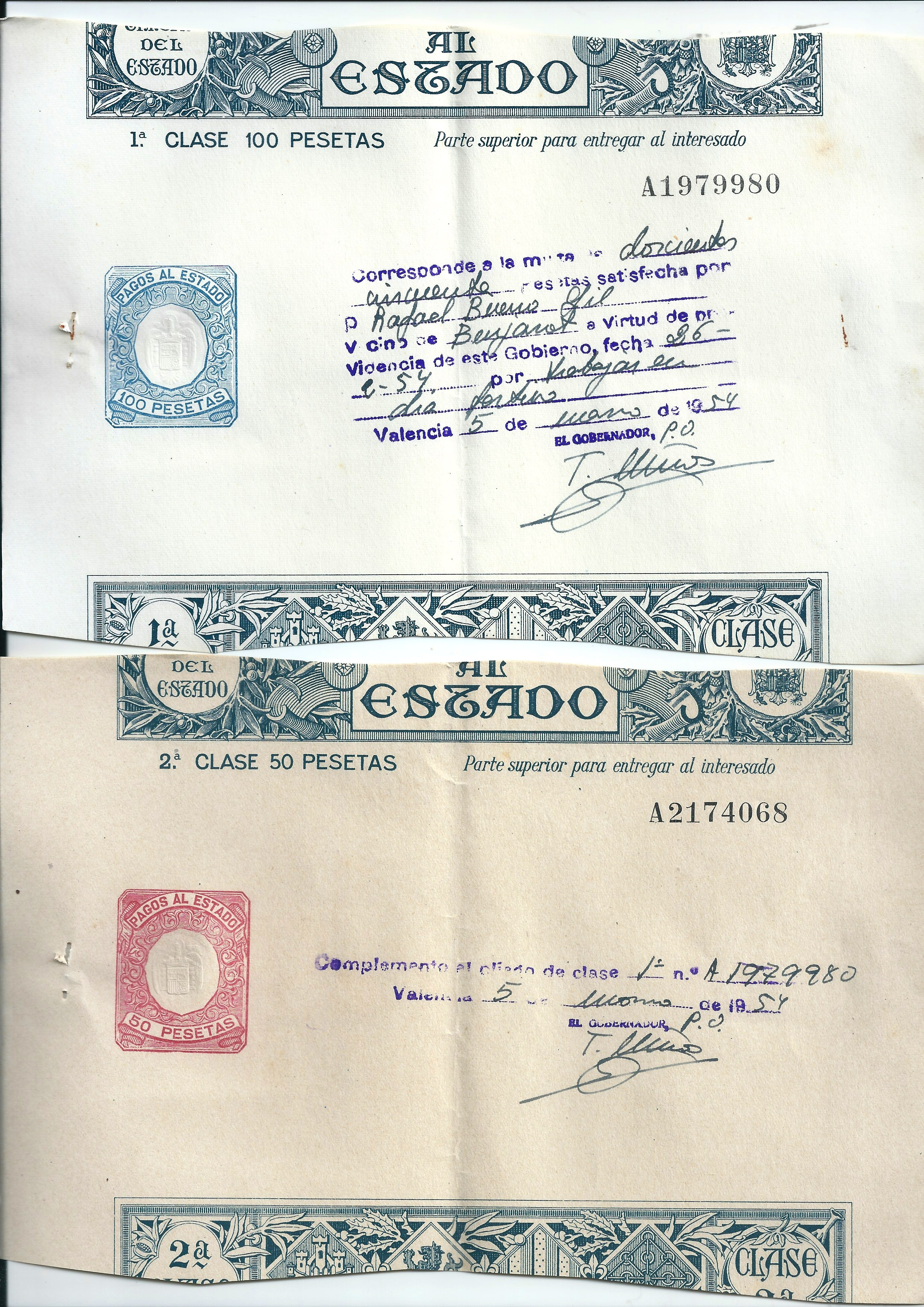
Piezas de papel de pagos al Estado utilizadas para pagar una multa en 1954. Son las partes de las interesadas.

El Papel de pagos al Estado es, en España, un tipo de papel timbrado emitido por la Hacienda para hacer pagos al Estado. Tiene dos partes, una superior y otra inferior, en las que se repiten el número y la clase del documento. De esta forma, una parte se une al expediente respectivo, y otra se devuelve a la persona interesada como comprobante.
La fabricación física corre a cargo de la Fábrica Nacional de Moneda y Timbre.
Los artículos 116 y 117 del Reglamento del Impuesto sobre Transmisiones Patrimoniales y Actos Jurídicos Documentados, aprobado por el Real Decreto 828/1995, de 29 de mayo («Boletín Oficial del Estado» de 22 de junio), establecen que las cuestiones referentes a la elaboración y canje de los efectos timbrados deben regularse mediante Orden del ministro de Hacienda.